# Jumpman (Computerspiel)
Jumpman ist ein Computerspiel von Randy Glover, das 1983 von der Firma Epyx veröffentlicht wurde.

## Spielidee
Es handelt sich bei Jumpman um ein sogenanntes Plattform-Spiel mit 30 Levels.
Ziel des Spieles ist es, die Bomben, die im Spielfeld verteilt sind, einzusammeln. Nach der Hintergrundgeschichte sind die Bomben durch Terroristen in den Gängen, die sich auf dem Planeten Jupiter befinden, versteckt worden. Jumpman kann alle Leitern im Spielfeld rauf und runter klettern, springen und es gibt zwei verschiedene Arten von Seilen, an denen Jumpman jeweils in eine bestimmte Richtung klettern kann.
Fällt man von einem der Gänge, so ist dies tödlich. Weiterhin gibt es sogenannte „smart darts“ – kleine Kugeln, die sich in einer Richtung durch das Spielfeld bewegen. Sobald sie sich aber auf der aktuellen Höhe von Jumpman befinden, verändern sie die Geschwindigkeit und Richtung und bewegen sich auf Jumpman zu. Durch das Einsammeln der Bomben werden teilweise andere Ereignisse ausgelöst, die je nach Level die Lösung des Levels schwieriger machen.

## Geschichte
Es wurde ursprünglich für den Atari 400/800 veröffentlicht, später wurden aber auch Versionen für den Commodore 64, Apple II, und IBM PC angeboten. Die Version für den Commodore 64 gehört zu den erfolgreichsten Spielen, die für diesen Rechner entwickelt wurden.
1998 erkannte auch Randy Glover, wie viele Fans das Spiel noch hatte, und machte sich an eine Fortsetzung des Spiels mit dem Titel Jumpman II. Das Projekt wurde nie abgeschlossen.
Es existiert ein rekonstruierter Quelltext (in x86-Assemblersprache) und Portierung für moderne PCs der originalen Jumpman-PC-Version.

### Fortsetzungen
Die Fortsetzung von Jumpman wurde Jumpman Jr., das als Disketten-Version und als Steckmodul erschien und zwar für die Rechner Commodore 64, Atari 400/800, und ColecoVision.
1991 erschien Jumpman Lives!, das von Dave Sharpless geschrieben und von Apogee Software veröffentlicht wurde.
2003 entwickelte Dave Campbell das Spiel Jumpman Zero für das Palm OS und Windows. Die Jumpman-Junior-Version ist auch Softwarebestandteil des C64 DTV.

## Ähnliche Spiele
Ultimate Wizard war ähnlich aufgebaut und erschien 1984 bei Electronic Arts.